# Elecciones municipales de Pasco de 2010
Las elecciones municipales de Pasco de 2010 se llevaron a cabo el 3 de octubre de 2010 para elegir al alcalde y al Concejo Provincial de Pasco para el periodo 2011-2014. La elección se celebró simultáneamente con elecciones regionales y municipales (provinciales y distritales) en todo el país.

## Sistema electoral
La Municipalidad Provincial de Pasco es el órgano administrativo y de gobierno de la provincia de Pasco. Está compuesta por el alcalde y el Concejo Provincial.
La votación del alcalde y el concejo se realiza en base al sufragio universal, que comprende a todos los ciudadanos nacionales mayores de dieciocho años, empadronados y residentes en la provincia de Pasco y en pleno goce de sus derechos políticos, así como a los ciudadanos no nacionales residentes y empadronados en la provincia de Pasco.
El Concejo Provincial de Pasco está compuesto por 11 regidores elegidos por sufragio directo para un período de cuatro (4) años, en forma conjunta con la elección del alcalde (quien lo preside). La votación es por lista cerrada y bloqueada. Se asigna a la lista ganadora los escaños según el método d'Hondt o la mitad más uno, lo que más le favorezca. Es elegido como alcalde el candidato que ocupe el primer lugar de la lista que haya obtenido la más alta votación.

## Composición del Concejo Provincial de Pasco
La siguiente tabla muestra la composición del Concejo Provincial de Pasco antes de las elecciones.
| Partidos | Partidos                   | Regidores |
| -------- | -------------------------- | --------- |
|          | Somos Perú                 | 7         |
|          | Partido Aprista Peruano    | 2         |
|          | Movimiento Nueva Izquierda | 1         |
|          | Concertación en la Región  | 1         |

## Partidos y candidatos
A continuación se muestra una lista de los principales partidos y alianzas electorales que participaron en las elecciones:
| Candidatura | Candidatura | Partidos y alianzas | Candidatos | Candidatos                  | Ideología                                               | Resultado previo | Resultado previo | Ref. |
| Candidatura | Candidatura | Partidos y alianzas | Candidatos | Candidatos                  | Ideología                                               | Votos (%)        | Reg.             | Ref. |
| ----------- | ----------- | --- | ---------- | --------------------------- | ------------------------------------------------------- | ---------------- | ---------------- | ---- |
|             | SP          | Lista - Somos Perú (SP) |            | Jhoni Ventura Rivadeneira   | Democracia cristiana Conservadurismo social             | 37.43%           | 7                |      |
|             | APRA        | Lista - Partido Aprista Peruano (APRA)                                                                                         |            | Marco Guerrero Correa       | Aprismo                                                 | 21.49%           | 2                |      |
|             | MNI         | Lista - Movimiento Nueva Izquierda (MNI)                                                                                       |            | Victoria Rojas Mateo        | Marxismo-leninismo Mariateguismo Socialismo democrático | 9.24%            | 1                |      |
|             | C           | Lista - Concertación en la Región (Concertación)                                                                               |            | Amanda López Gamarra        | Regionalismo pasqueño                                   | 8.34%            | 1                |      |
|             | PHP         | Lista - Partido Humanista Peruano (PHP)                                                                                        |            | Armando Ríos Cervantes      | Humanismo Socialismo Ecosocialismo                      | 6.52%            | 0                |      |
|             | PP–APP      | Lista - Alianza Perú Posible (PP–APP) – Perú Posible (PP) – Alianza para el Progreso (APP)                                     |            | Gavino Matamoros Villanueva | Socioliberalismo Conservadurismo liberal Tercera vía    | 1.12%            | 0                |      |
|             | C90         | Lista - Cambio 90 (C90) |            | Samuel Loya Velásquez       | Fujimorismo Conservadurismo social Populismo de derecha | Nuevo            | Nuevo            |      |
|             | FDP         | Lista - Fonavistas del Perú (FDP)                                                                                              |            | Geremías Escalante Paulino  | Socialismo Nacionalismo de izquierda Ecologismo         | Nuevo            | Nuevo            |      |
|             | F2011       | Lista - Fuerza 2011 (F2011) |            | Marco de la Cruz Bustillos  | Fujimorismo Conservadurismo social Populismo de derecha | Nuevo            | Nuevo            |      |
|             | BPP         | Lista - Bloque Popular Pasco (BPP)                                                                                             |            | Eladio Bravo Yalico         | Regionalismo pasqueño                                   | Nuevo            | Nuevo            |      |
|             | PD          | Lista - Movimiento Pasco Desarrollo (PD)                                                                                       |            | Ángel Lazo Mayorca          | Regionalismo pasqueño                                   | Nuevo            | Nuevo            |      |
|             | FAA–TxP     | Lista - Alianza Regional Todos por Pasco (FAA–TxP) – Movimiento Regional Frente Andino Amazónico (FAA) – Todos por Pasco (TxP) |            | María Guillén Espinoza      | Regionalismo pasqueño                                   | Nuevo            | Nuevo            |      |

## Resultados

### Sumario general
| |                                            |              |              |              |           |           |  |  |
| Partidos y coaliciones | Partidos y coaliciones                     | Voto popular | Voto popular | Voto popular | Regidores | Regidores |  |  |
| Partidos y coaliciones | Partidos y coaliciones                     | Votos        | %            | ±pp          | Total     | +/−       |  |  |
| | Somos Perú (SP)                            | 17,551       | 28.34        | –9.09        | 7         | ±0        |  |  |
| | Concertación en la Región (Concertación)   | 11,992       | 19.36        | +11.02       | 2         | +1        |  |  |
| | Fuerza 2011 (F2011)                        | 10,151       | 16.39        | Nuevo        | 1         | +1        |  |  |
| | Alianza Regional Todos por Pasco (FAA–TxP) | 9,513        | 15.36        | Nuevo        | 1         | +1        |  |  |
| | Alianza Perú Posible (PP–APP)1             | 2,325        | 3.75         | +2.63        | 0         | ±0        |  |  |
| | Partido Aprista Peruano (APRA)             | 2,282        | 3.68         | –17.81       | 0         | –2        |  |  |
| | Fonavistas del Perú (FDP)                  | 2,172        | 3.51         | Nuevo        | 0         | ±0        |  |  |
| | Movimiento Nueva Izquierda (MNI)           | 2,032        | 3.28         | –5.96        | 0         | –1        |  |  |
| | Partido Humanista Peruano (PHP)2           | 1,758        | 2.84         | –3.68        | 0         | ±0        |  |  |
| | Bloque Popular Pasco (BPP)                 | 902          | 1.46         | Nuevo        | 0         | ±0        |  |  |
| | Movimiento Pasco Desarrollo (PD)           | 729          | 1.18         | Nuevo        | 0         | ±0        |  |  |
| | Cambio 90 (C90)                            | 534          | 0.86         | Nuevo        | 0         | ±0        |  |  |
| |                                            |              |              |              |           |           |  |  |
| Total | Total                                      | 61,941       |              |              | 11        | ±0        |  |  |
| |                                            |              |              |              |           |           |  |  |
| Votos válidos | Votos válidos                              | 61,941       | 77.52        | –5.05        |           |           |  |  |
| Votos en blanco | Votos en blanco                            | 10,954       | 13.71        | +6.70        |           |           |  |  |
| Votos nulos | Votos nulos                                | 7,013        | 8.78         | –1.65        |           |           |  |  |
| Votos emitidos | Votos emitidos                             | 79,908       | 84.02        | –3.91        |           |           |  |  |
| Abstenciones | Abstenciones                               | 15,193       | 15.98        | +3.91        |           |           |  |  |
| Votantes registrados | Votantes registrados                       | 95,101       |              |              |           |           |  |  |
| |                                            |              |              |              |           |           |  |  |
| Fuente: |                                            |              |              |              |           |           |  |  |
| Notas al pie: 1 Comparado con los resultados de Alianza para el Progreso (APP) en las elecciones de 2006. 2 Comparado con los resultados de Movimiento Humanista Peruano (MHP) en las elecciones de 2006. |                                            |              |              |              |           |           |  |  |
| Notas al pie: |                                            |              |              |              |           |           |  |  |
| 1 Comparado con los resultados de Alianza para el Progreso (APP) en las elecciones de 2006. 2 Comparado con los resultados de Movimiento Humanista Peruano (MHP) en las elecciones de 2006.               |                                            |              |              |              |           |           |  |  |

## Elecciones municipales distritales

### Resultados por distrito
La siguiente tabla enumera el control de los distritos de la provincia de Pasco. El cambio de mando de una organización política se resalta del color de ese partido.
| Distrito                            | Alcalde(sa) titular        | Partido político | Partido político             | Alcalde(sa) electo(a)        | Partido político | Partido político           |
| ----------------------------------- | -------------------------- | ---------------- | ---------------------------- | ---------------------------- | ---------------- | -------------------------- |
| Huachón                             | Teodoro Durán Flores       |                  | Concertación en la Región    | Víctor Flores Cóndor         |                  | Somos Perú                 |
| Huariaca                            | Edmar Yngunza Mendoza      |                  | Partido Aprista Peruano      | Leoncio Luquillas Puente     |                  | Somos Perú                 |
| Huayllay                            | Román Marcelo Callupe      |                  | Partido Aprista Peruano      | Beker Meza Baldeón           |                  | Concertación en la Región  |
| Ninacaca                            | Augusto Alania Huaricapcha |                  | Movimiento Nueva Izquierda   | Rodolfo Bedoya Campos        |                  | Somos Perú                 |
| Pallanchacra                        | Floriano Bernabé Berrospi  |                  | Somos Perú                   | Apolinario Aguilar Berrospi  |                  | Movimiento Nueva Izquierda |
| Paucartambo                         | Kléver Meléndez Gamarra    |                  | Concertación en la Región    | Clayton Galván Vento         |                  | Sí Cumple                  |
| San Francisco de Asís de Yarusyacán | Jorge Colqui Cabello       |                  | Movimiento Humanista Peruano | César Aliaga Victorio        |                  | Acción Popular             |
| Simón Bolívar                       | Celestino Ureta Atachagua  |                  | Somos Perú                   | Rudy Callupe Gora            |                  | Concertación en la Región  |
| Ticlacayán                          | Ronald Meza Díaz           |                  | Partido Aprista Peruano      | Wilfredo Chamorro Malpartida |                  | Somos Perú                 |
| Tinyahuarco                         | Óscar Espinoza Trelles     |                  | Partido Aprista Peruano      | Óscar Espinoza Trelles       |                  | Partido Aprista Peruano    |
| Vicco                               | Zenón Espinoza Panez       |                  | Somos Perú                   | Luzmila Malpartida Palacín   |                  | Somos Perú                 |
| Yanacancha                          | Jhoni Ventura Rivadeneira  |                  | Movimiento Nueva Izquierda   | Cecilio Caña Cajahuaman      |                  | Somos Perú                 |